# Ramspolplaat
De Ramspolplaat is een van de zeven kunstmatige onbewoonde eilanden die tussen 2002 en 2006 zijn opgespoten in de IJsselmonding tussen de Nederlandse plaatsen Kampen en Dronten. De eilanden Ramspolplaat, Kamperplaat, Schokkerplaat, Kattenplaat en Ketelplaat liggen nabij het Kattendiep. In 2016 kregen de bovengenoemde eilanden een naam. Ramspolplaat is het dichtst gelegen bij Ramspol en Kampereiland. De eilanden Hanzeplaat en IJsseloog behoren tot de gemeente Dronten.
Het eiland wordt beheerd door Staatsbosbeheer en ligt in het Nationaal Landschap IJsseldelta.
In het gebied komen veel verschillende vogelsoorten voor.